# Shansirhinus
Shansirhinus ist eine ausgestorbene Gattung der Nashörner und lebte im ausgehenden Miozän und im Pliozän vor 8 bis 3,5 Millionen Jahren in Ostasien. Sie ist bisher nur von einzelnen Schädelfunden und einigen Unterkiefern bekannt und war aufgrund des Aufbaus der Zähne ein spezialisierter Grasfresser.

## Merkmale
Shansirhinus umfasste große Nashörner, die aber bisher nur über Schädelreste bekannt ist, das Gewicht wird auf etwa 2,6 t berechnet. Der Schädel war relativ kurz und wurde bis zu 52 cm lang, in der Aufsicht hatte er eine keilartige Form mit ausladenden Jochbeinen. Das Hinterhauptsbein besaß eine kurze und rechtwinklige Gestalt und wies einen kräftigen Wulst als Muskelansatzstelle auf. Das gesamte Rostrum ist gekürzt. Das Nasenbein war kurz und verlief leicht nach oben, die Längskanten waren deutlich nach unten gekrümmt. An der vordersten Spitze befand sich eine kleine aufgeraute Oberfläche, die die Lage des Horns anzeigt. Der Naseninnenraum zwischen Nasenbein und Zwischenkieferknochen war ausgedehnt und reichte bis zum letzten Prämolaren. Die Stirnlinie wies einen geraden Verlauf auf.
Der Unterkiefer war massiv und ebenfalls keilförmig und wurde 46 cm lang. Der Körper erreichte eine Höhe von 8,3 cm, diese lag nahe dem letzten Molaren und kurz vor dem Aufstieg der Gelenkäste. Auch die Symphyse war kräftig und ausgedehnt, sie endete am hinteren Rand des zweiten Prämolaren. Im vorderen Bereich war die Symphyse deutlich verbreitert. Die Bezahnung ist deutlich reduziert, allerdings ist nicht bekannt, ob im Oberkiefer Schneidezähne ausgebildet waren. Im Unterkiefer befindet sich ein Paar, I2, der der mit seiner konischen Form einem kleinen Stoßzahn ähnelte. Er wurde insgesamt 5,9 cm lang und war deutlich aufgerichtet. Ein Eckzahn war nicht ausgebildet, zur hinteren Bezahnung bestand ein Diastema von 6,2 cm Länge. Die hinteren Zähne bestanden aus jeweils drei Prämolaren und drei Molaren je Kieferhälfte. Diese waren relativ hochkronig (hypsodont) mit bis zu 6 cm Höhe. Die Prämolaren ähnelten den Molaren, waren also deutlich molarisiert, die Kauflächen wiesen deutlich gefalteten Zahnschmelz auf, allerdings nicht so stark, wie beim nahe verwandten Chilotherium. Größter Zahn im Gebiss war der zweite Molar.

## Fossilfunde
Funde von Shansirhinus stammen ausschließlich aus Ostasien, häufig dabei aus dem nördlichen China, es sind aber weitgehend nur Schädelfunde und Zähne überliefert. Der vordere Teil eines Schädels mit vollständiger hinterer Bezahnung stammt aus Haobei im Yushe-Becken in der Provinz Shanxi und kam in der spätmiozänen Mahui-Formation zu Tage. Ein weiteres Oberkieferfragment, welches die Grundlage für die Erstbeschreibung war, ist in Huangshigou im gleichen Becken entdeckt worden und entstammt der Goazhuang-Formation des Unteren Pliozän. Er gilt heute als Lectotyp der Gattung. Ein vollständiger Schädel mit zugehörigem Unterkiefer ist aus Yinchuan im sehr fossilreichen Linxia-Becken der Provinz Gansu bekannt. Diese lagen in rottonigen Ablagerungen der Hewengjia-Formation, welche ebenfalls ins späte Miozän zu stellen ist. Ein Schädel mit zugehörigem Unterkiefer wurde in ähnlich alten Ablagerungen im Weishan-Becken in der Provinz Yunnan zu Tage gefördert.

## Paläobiologie
Die hochkronigen Zähne sprechen für eine Nahrungsspezialisierung auf harte, kieselsäurereiche Gräser (grazing), möglicherweise noch stärker als bei Chilotherium, allerdings schließen einige Forscher auch einen gewissen Anteil an weicherer oder hartfasriger Pflanzennahrung nicht aus. Die Spezialisierung auf Gräser geht einher mit einer stärkeren Ausbreitung von offenen Landschaften und kühlerem Klima im Übergang vom Miozän zum Pliozän. Möglicherweise besaß Shansirhinus eine sehr mobile Oberlippe, wie dies die Ansatzstellen des Musculus levator nasolabialis am Foramen infraorbitale durch zwei längs verlaufende Knochenrücken anzeigen. Notwendig war dies wohl, um die Grasnahrung an den beiden herausstehenden Schneidezähnen vorbeizuschieben. Die gerauten Oberflächen des Nasenbeins sprechen für das Vorhandensein eines kleinen Hornes. Die Lage dieser Oberflächenstrukturen an der vordersten Spitze des Nasenbeins lassen annehmen, dass dieses nicht wie bei den heutigen Nashörnern aufgerichtet war, sondern nach vorn zeigte. Die häufige Vergesellschaftung mit Vertretern der Hipparion-Fauna lässt auf ein Leben in offenen Landschaften schließen.

## Systematik
Shansirhinus ist eine ausgestorbene Gattung aus der Familie der Nashörner (Rhinocerotidae) und der Unterfamilie der Aceratheriinae. Letztere Gruppe ist nur entfernt mit den heutigen Nashörnern verwandt, sie charakterisiert sich durch das weitgehende Fehlen einer Hornbildung. Innerhalb der Aceratheriinae gehört die Gattung der Tribus der Aceratheriini an und ist eng mit Chilotherium verwandt, Unterschiede liegen vor allem im Bau der Backenzähne, die bei Shansirhinus teilweise durch kaum zusätzliche Sekundärfalten des Zahnschmelzes in den Oberkieferzähnen gekennzeichnet sind. Beide Gattungen stehen wiederum Aceratherium nahe.
Folgende Arten sind heute anerkannt:
- S. brancoi (Schlosser, 1903)
- S. dengi Lu, Gao, Zi, Li, Liu, Xie, Luo & Hua, 2023
- S. ringstromi (ursprünglich als S. ringströmi bezeichnet) Kretzoi, 1942

Dabei ist S. ringstromi die ursprüngliche Art. Weitere Arten wurden im Zusammenhang mit der nahe verwandten Gattung Chilotherium beschrieben, etwa C. cornutum und C. yunnanensis und C. tianzhuensis, sind aber synonym zu den akzeptierten Arten von Shansirhinus. Den Namen Shansirhinus führte Miklós Kretzoi 1942 ein und berief sich dabei auf ein Oberkieferfragment aus der chinesischen Provinz Shanxi, welches Torsten Ringström 1927 Rhinoceros brancoi zugewiesen hatte. Dieses wiederum erhielt 1903 von Max Schlosser seine Erstbeschreibung.  Dabei hatte Schlosser die der Beschreibung zu Grunde liegenden Knochen und Zähne in Apotheken in Shanghai gefunden, wo sie innerhalb der Traditionellen Chinesischen Medizin als „Drachenknochen“ verkauft wurden. Die Bezeichnung Shansirhinus bezieht sich einerseits auf den Fundort des Erstfundes, Shanxi, andererseits verweist das griechische Wort ῥίς (rhīs „Nase“; Genitiv rhinos) auf die Verwandtschaft mit den Nashörnern.
Shansirhinus entwickelte sich im späten Miozän und geht möglicherweise auf Chilotherium zurück. Sein frühestes Auftreten ist vor mehr als 8 Millionen Jahren zu verzeichnen. Allerdings starb es vor rund 3,5 Millionen Jahren im mittleren Pliozän wieder aus.